# لوسیوس ژولیوس سزار (کنسول ۹۰ پیش از میلاد)
لوسیوس ژولیوس سزار (انگلیسی: Lucius Julius Caesar; تقریبی. ۱۳۴ پیش از میلاد – ۸۷ پیش از میلاد) اهل روم باستان بود. او کنسول روم در جمهوری روم در طی جنگ اجتماعی (۹۱-۸۷ پ.م.) بود.